# برج بل آتلانتیک
برج بل آتلانتیک، (به انگلیسی: Bell Atlantic Tower) آسمان‌خراش ۵۵ طبقه به ارتفاع ۲۲۵ متر، با کاربری مسکونی-اداری است، که در شهر فیلادلفیا، پنسیلوانیا، ایالات متحده آمریکا مستقر می‌باشد. پروژه ساخت این ساختمان در سال ۱۹۸۹ آغاز شد و در سال ۱۹۹۱ تکمیل و افتتاح گردید.